# Architecture monolithe

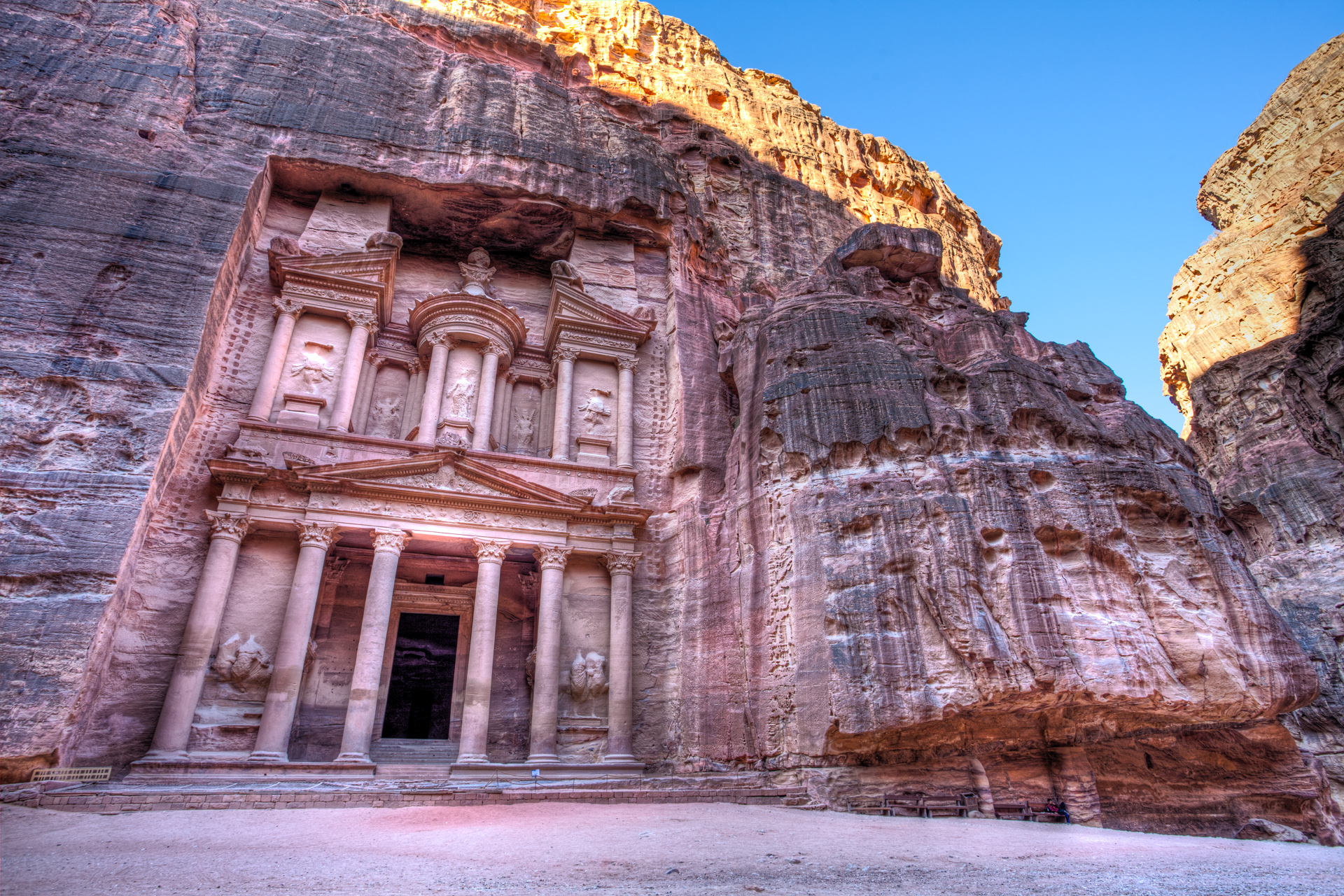
Cité de Pétra, en Jordanie

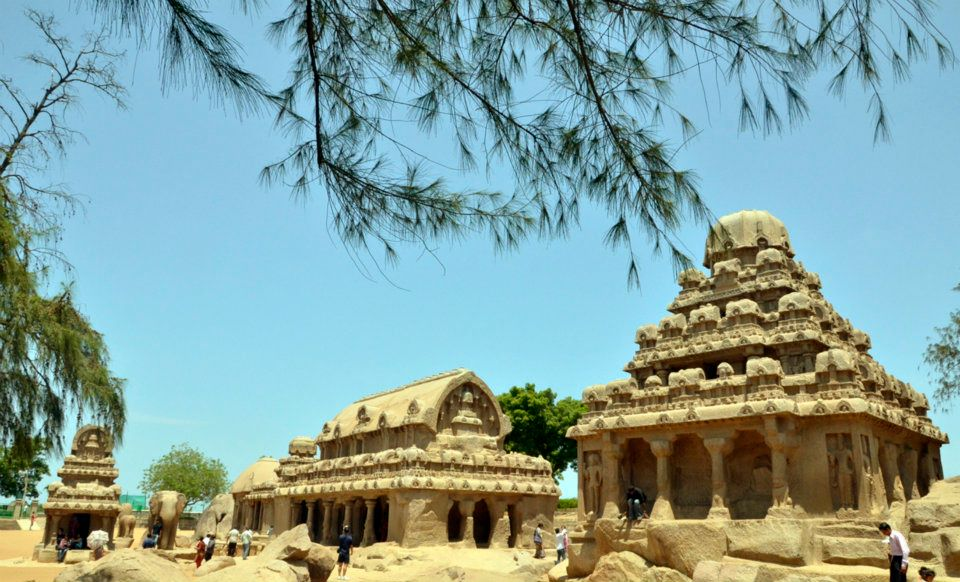
Pancha Rathas des cinq Ratha du Mahabalipuram, en Inde (VII)

Pour les articles homonymes, voir Monolithe (homonymie) et Application monolithe.
L'architecture monolithe ou architecture monolithique (du grec ancien μόνος / mónos, « un seul », et λίθος / líthos, « pierre ») est un style d'architecture et de construction réalisée dans un bloc de matériaux monolithe unique (qui est fait d’une seule pierre).

## Histoire
L'architecture monolithe est une des plus anciennes formes d'architecture de l'histoire de l'architecture et de l'histoire du monde, avec pour forme la plus simple le menhir monolithe préhistorique. Le mégalithisme est une forme d'architecture néolithique qui utilise des monolithes isolés, ou qui les assemble pour former des dolmens ou des alignements.
L'architecture monolithe est également à ce jour un thème d'inspiration des formes de design et d'architecture les plus modernes, avant-gardistes, ou futuristes.

## Quelques exemples
- Cité de Pétra en Jordanie (VIIIe siècle av. J.-C.)
- Temple de Kailâsanâtha d'Ellorâ en Inde (VIIe siècle).
- Cinq Ratha de Mahabalipuram dans le Tamil Nadu en Inde.
- Toit du mausolée de Théodoric à Ravenne en Italie (toit monolithe de 300 tonnes et 11 m de diamètre).
- Habitat troglodytique (grotte de Saint-Robert, ermitage rupestre de San Miguel, ermitage rupestre de San Vicente…)
- Église monolithe (églises rupestres de Lalibela en Éthiopie, église monolithe d'Aubeterre-sur-Dronne, église rupestre du Cappadoce en Turquie…)

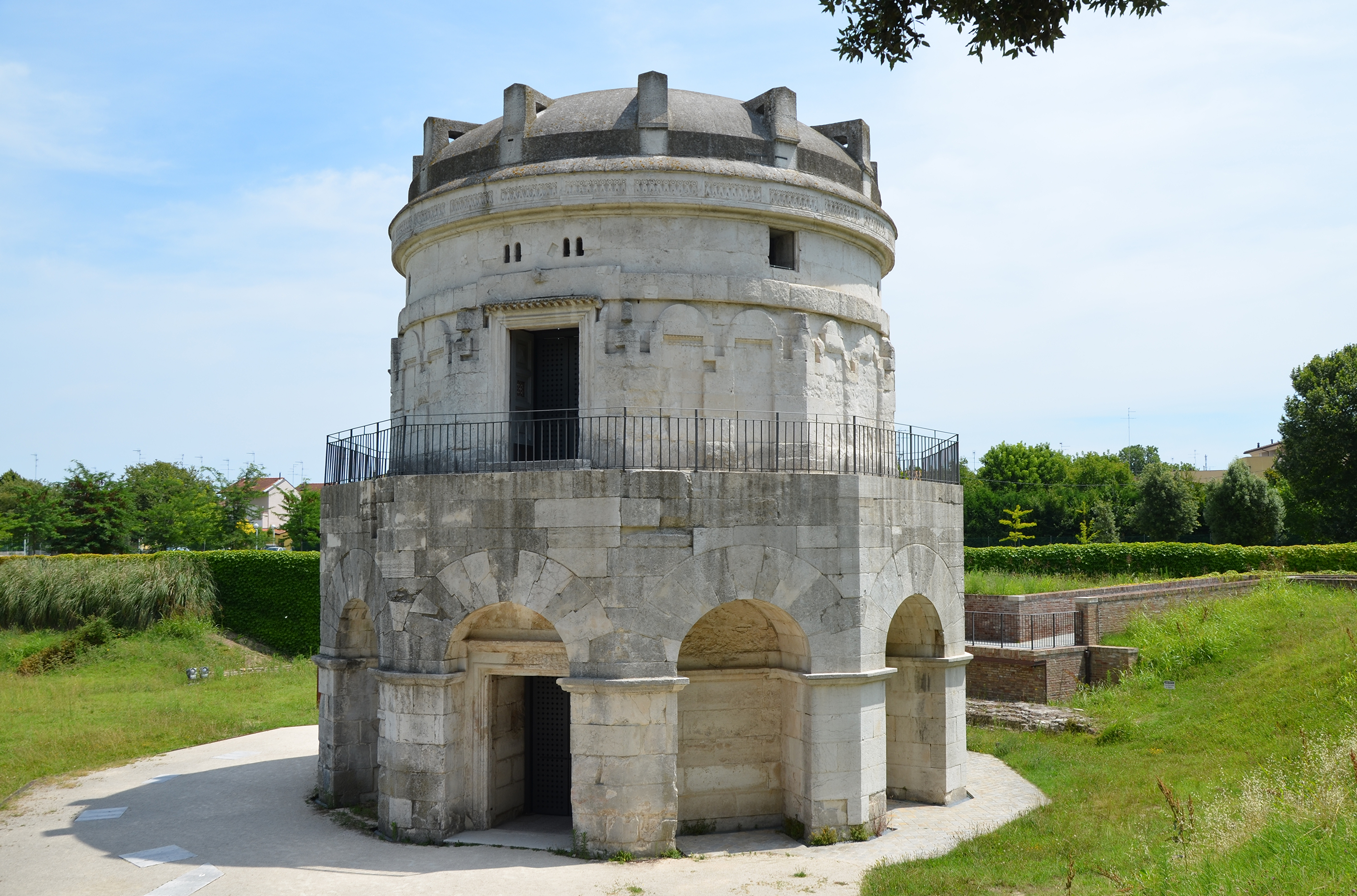
Coupole du mausolée de Théodoric, de Ravenne en Italie (Ier siècle).
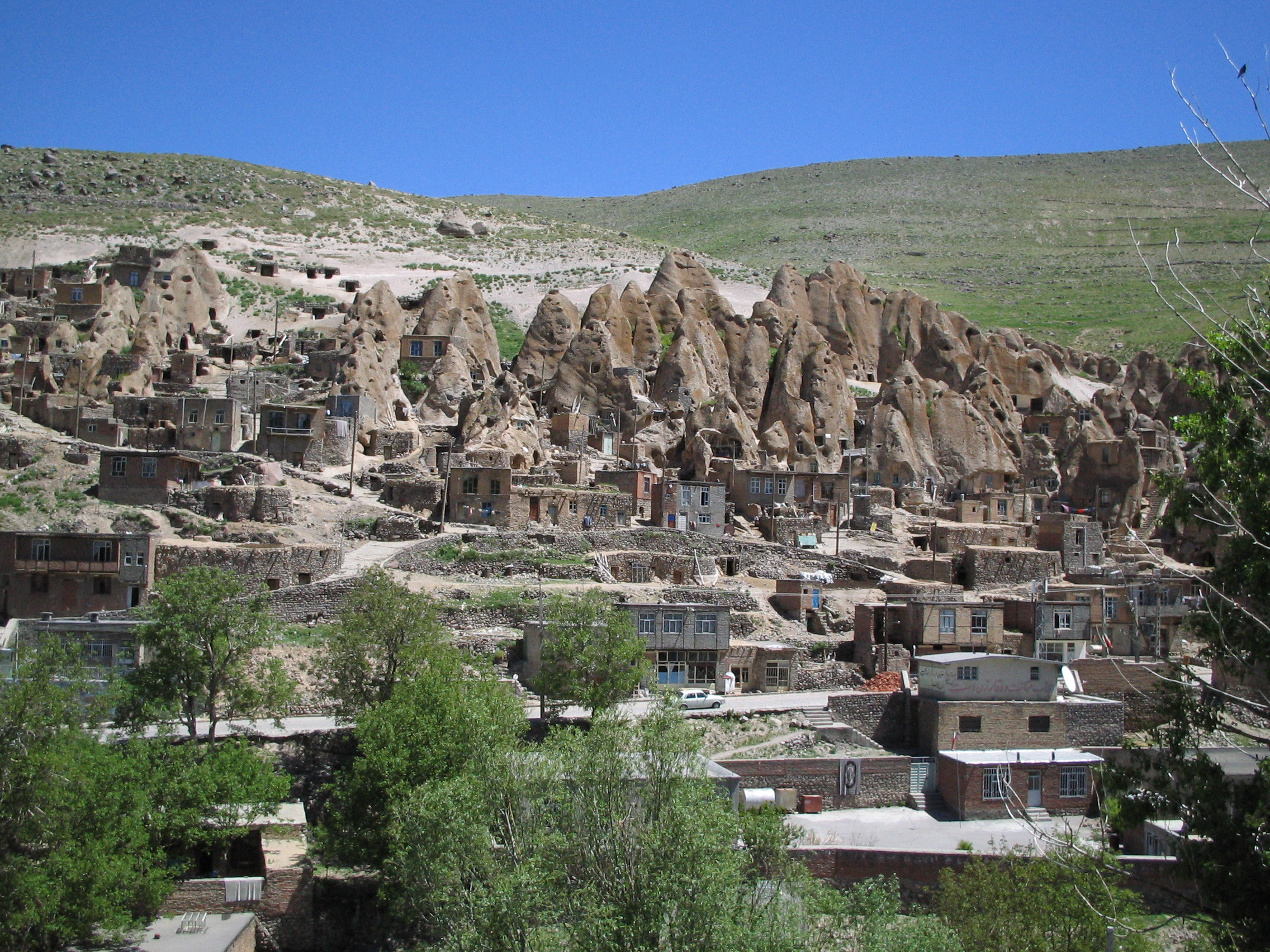
Village troglodytique de Kandovan, en Iran
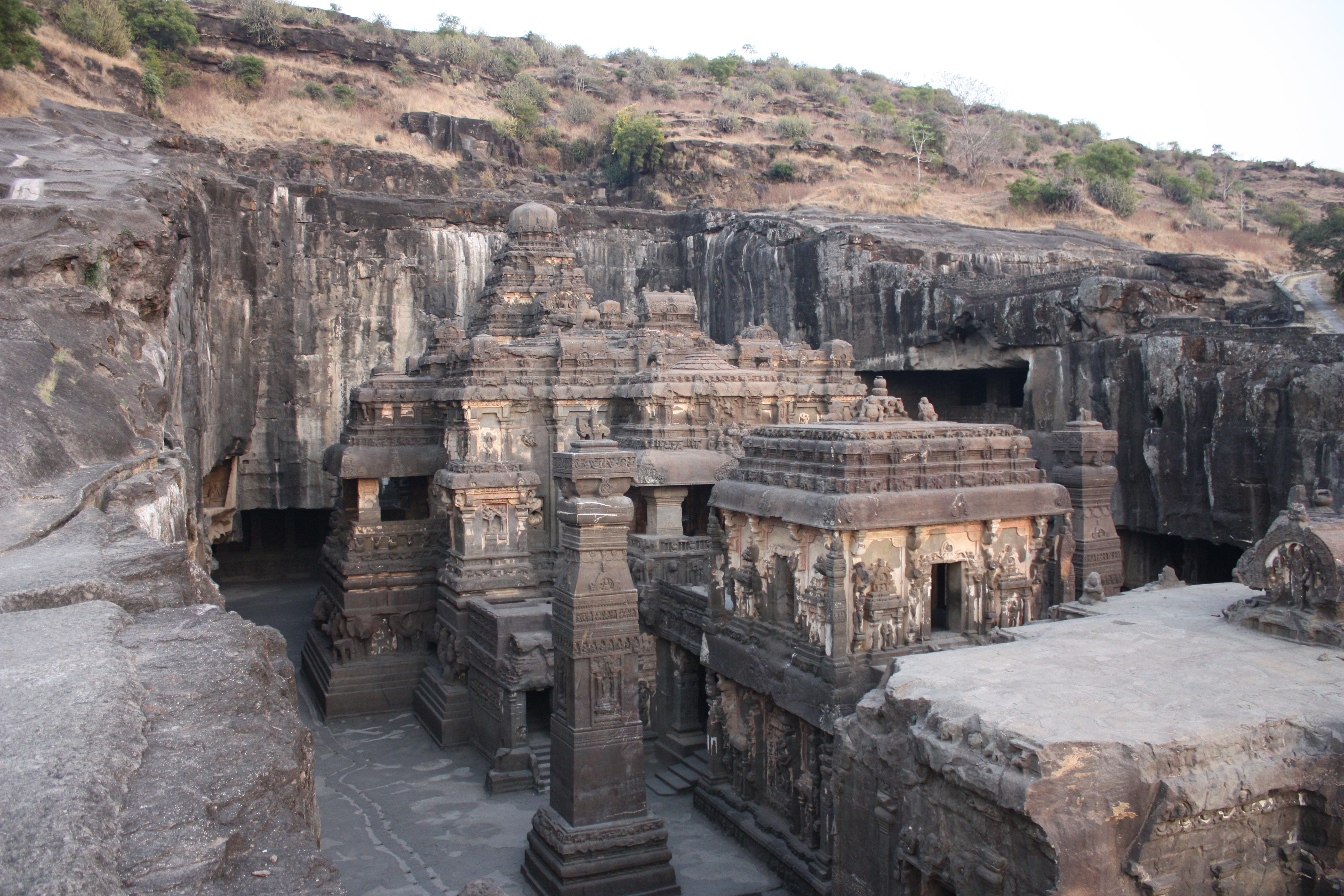
Temple de Kailâsanâtha, d'Ellorâ en Inde (VIIIe siècle)
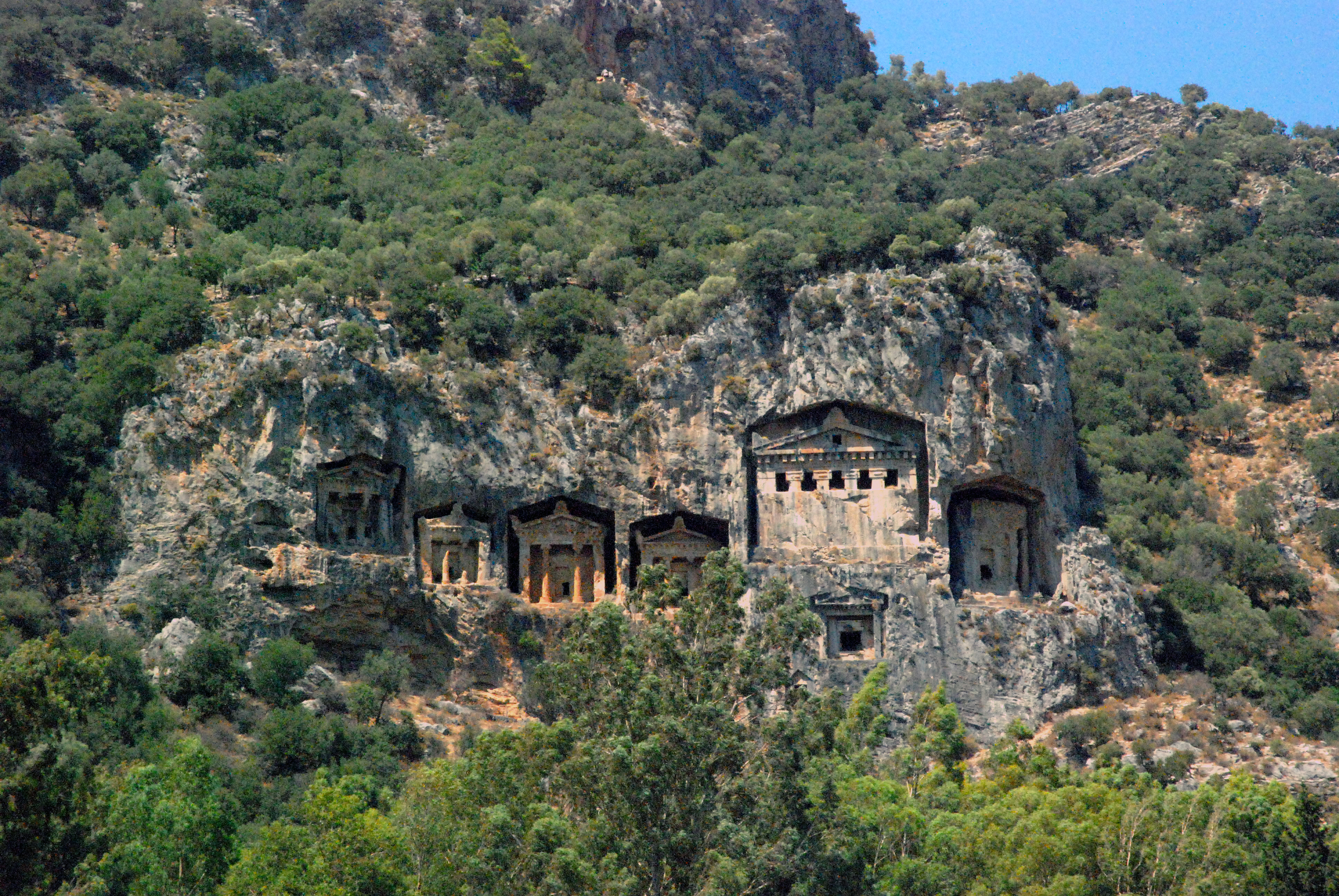
Tombes lyciennes du Dalyan en Turquie
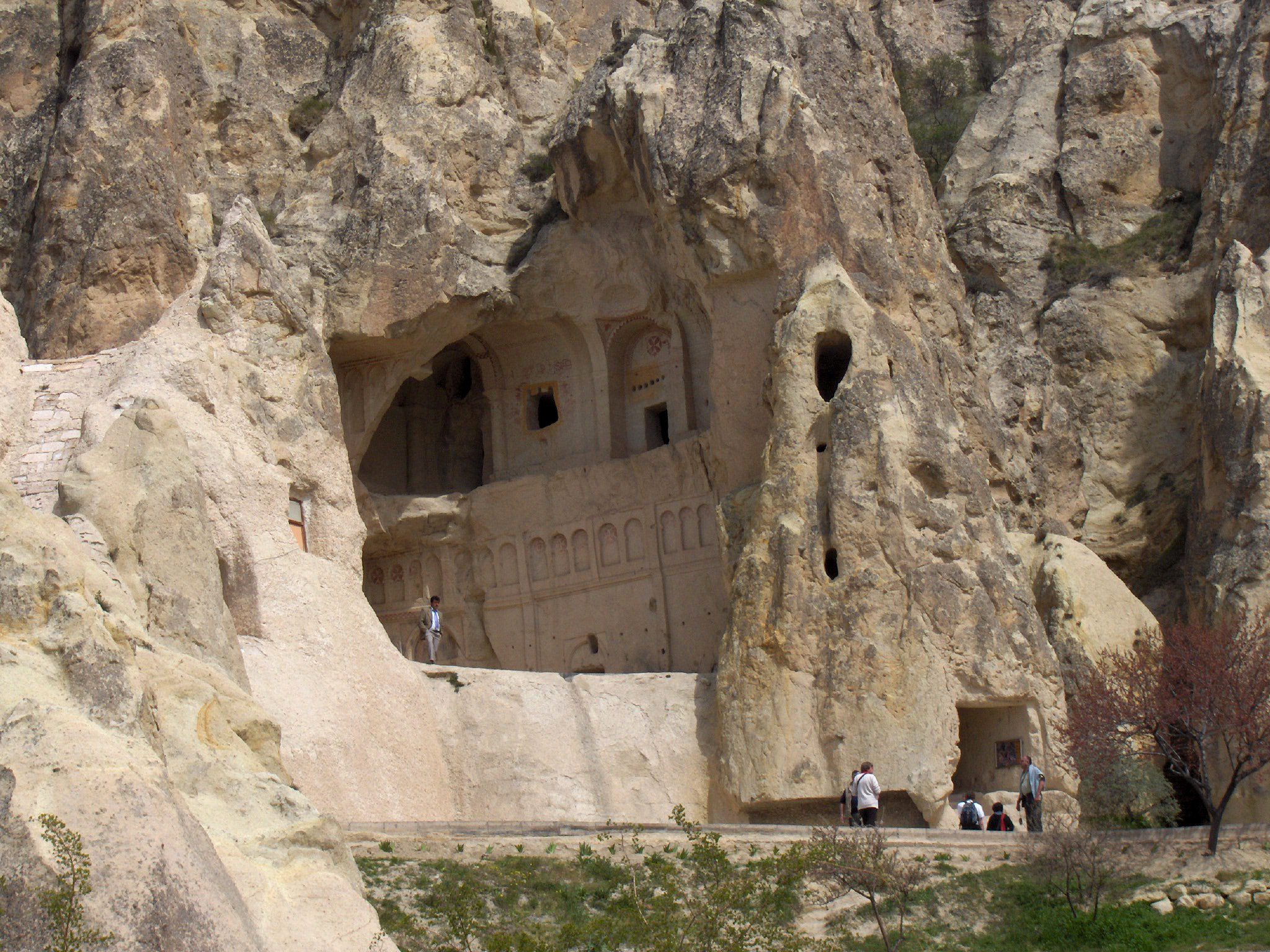
Eglise rupestre du Cappadoce en Turquie
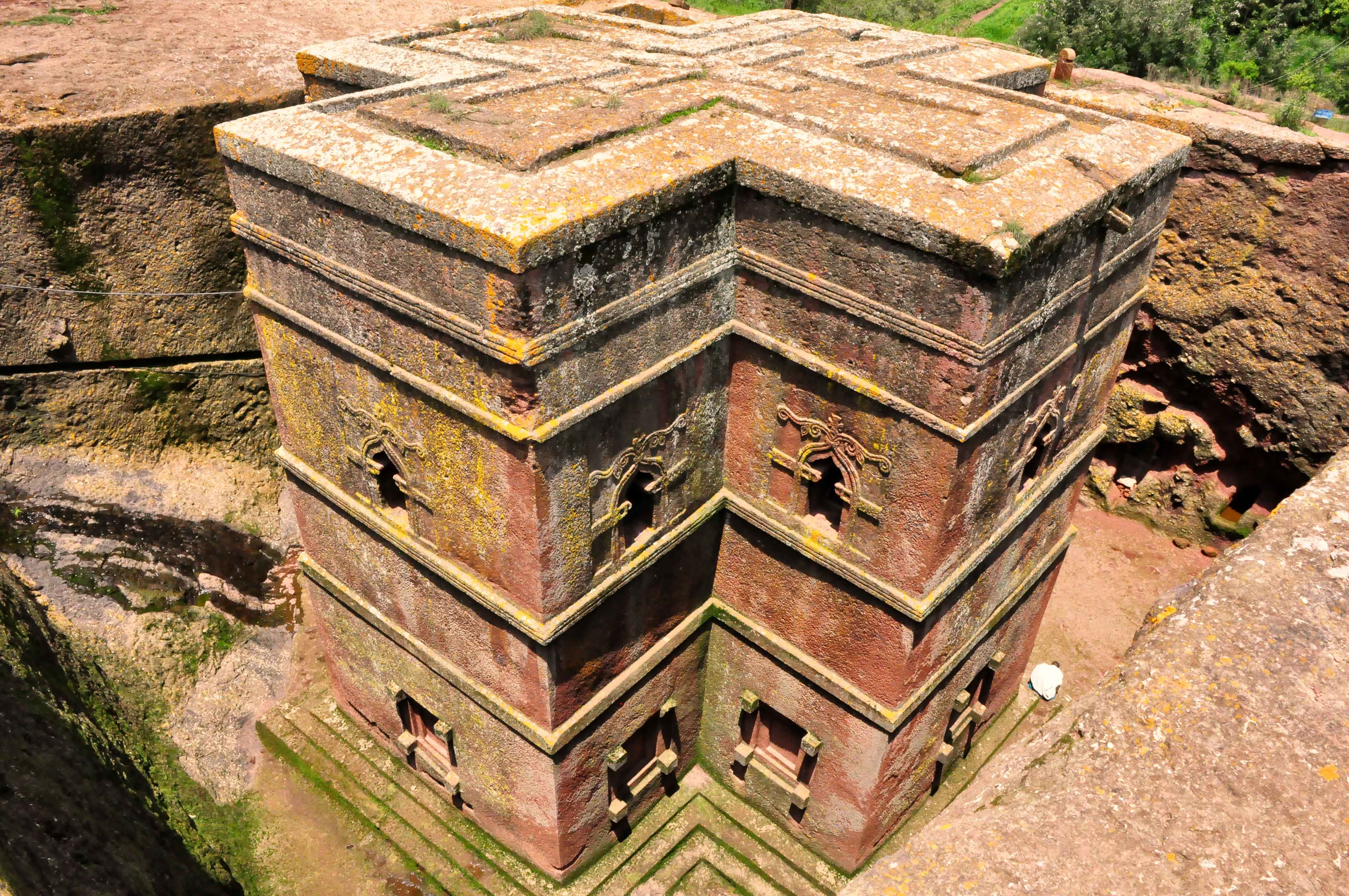
Églises rupestres de Lalibela en Éthiopie (XIIIe siècle)
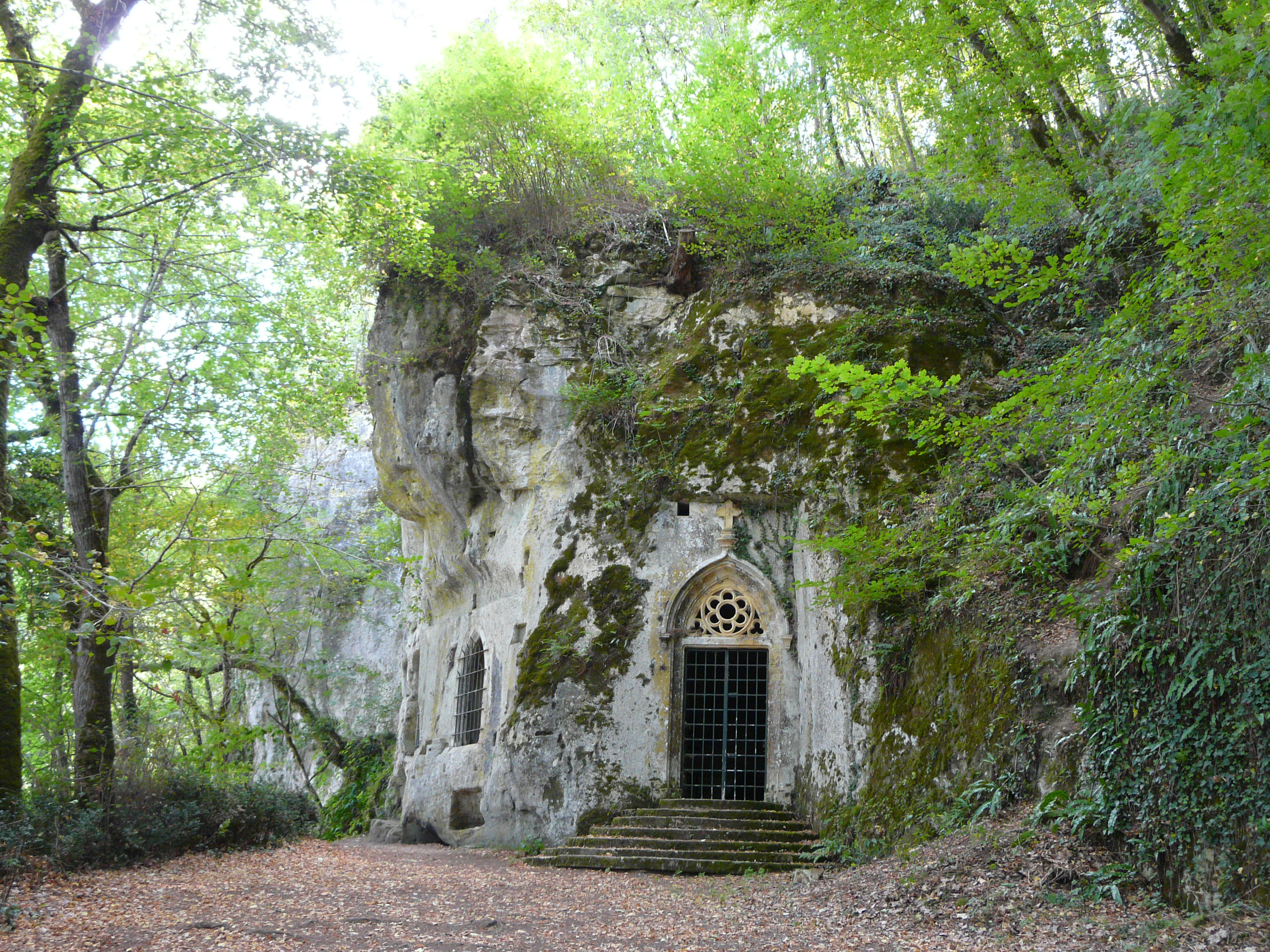
Chapelle monolithe de Caudon dans le Périgord
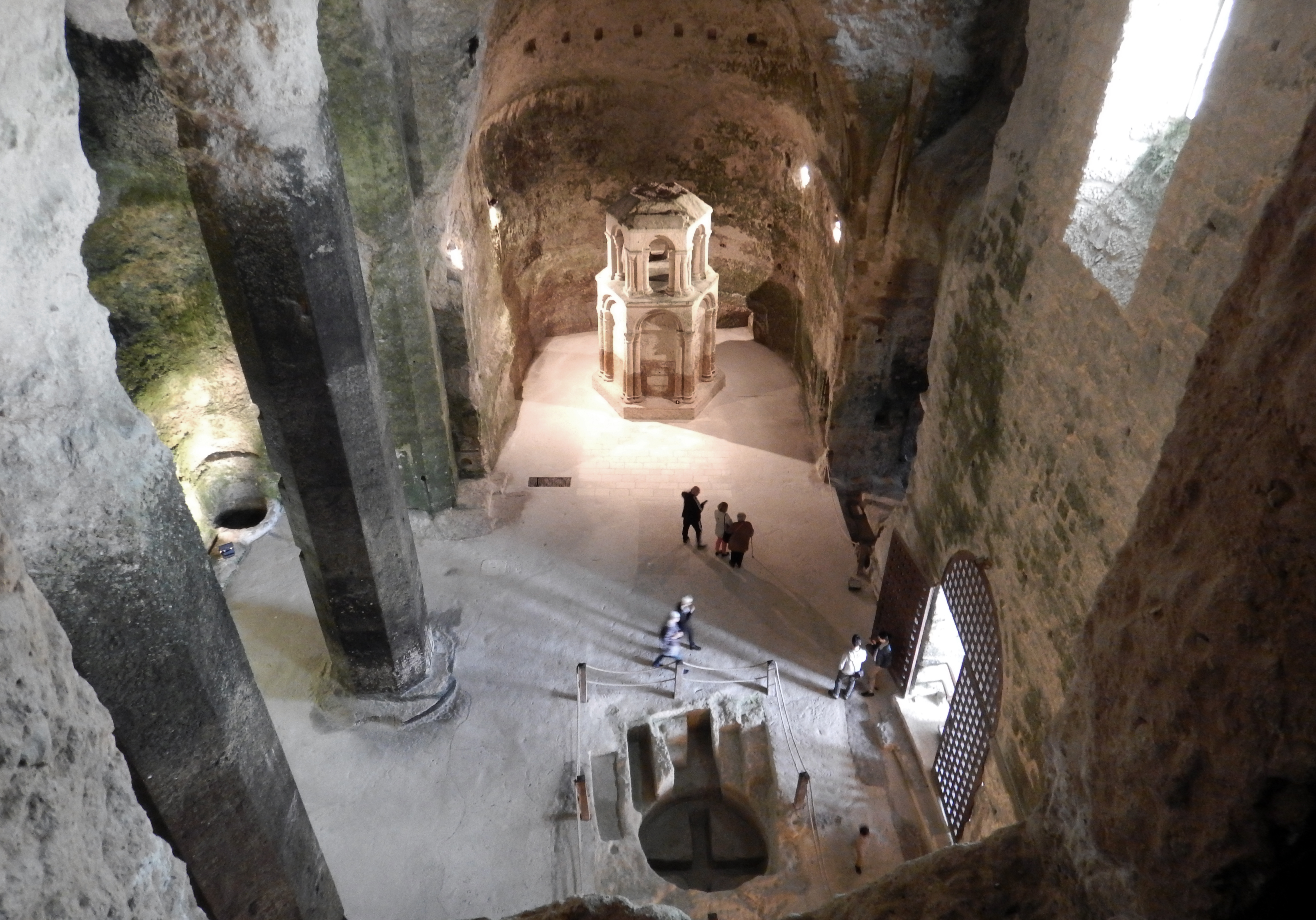
Église monolithe d'Aubeterre-sur-Dronne

## Architecture moderne inspirée du monolithisme
L'architecture monolithe (en une seule pierre) a inspiré quelques constructions architecturales en matériaux modernes (béton armé, acier, inox…) dites également « monolithe », dont par exemple :

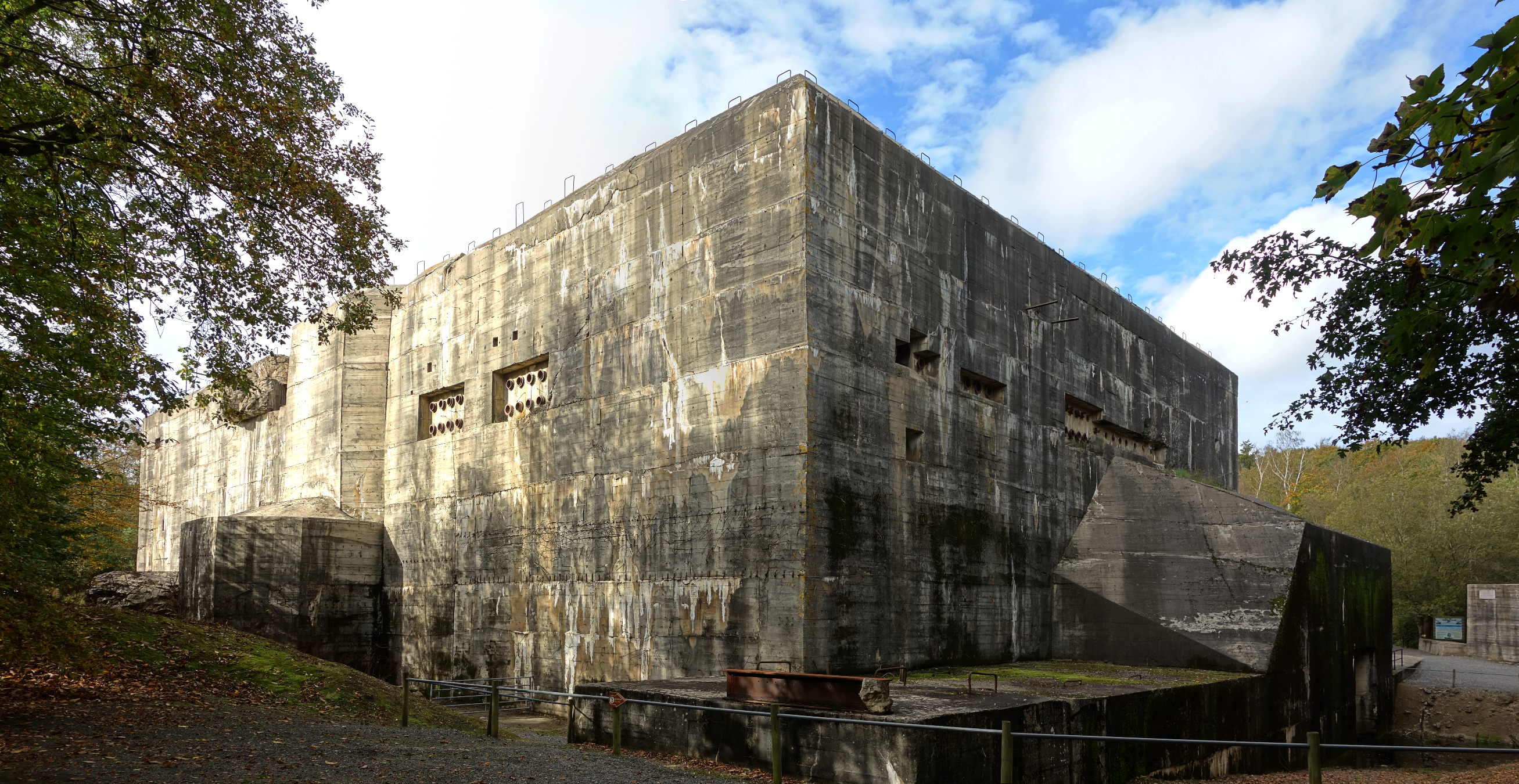
Blockhaus d'Éperlecques en béton armé de la Seconde Guerre mondiale, du Pas-de-Calais
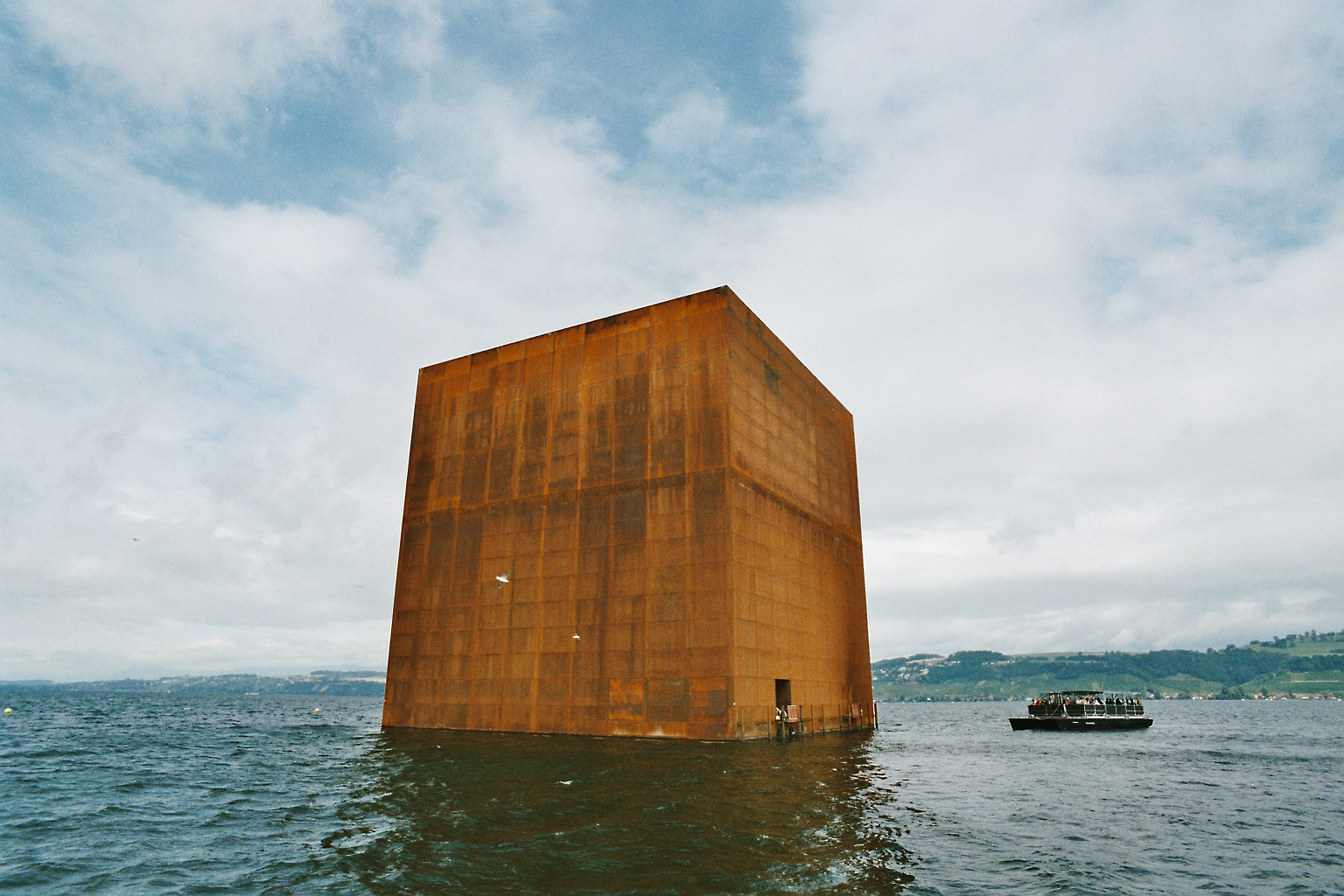
Monolithe, de l'architecte Jean Nouvel, du lac de Morat de l'Exposition nationale suisse de 2002
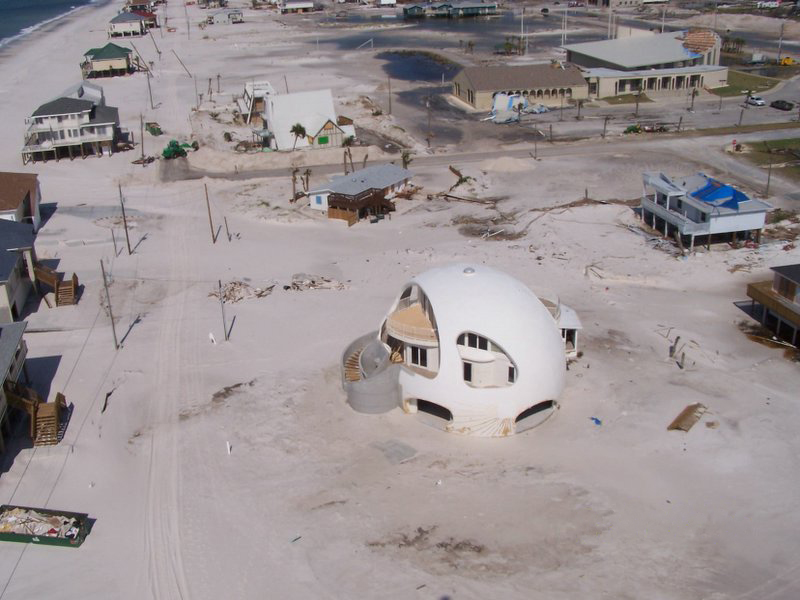
Dome monolithe paracyclonique en Floride aux États-Unis après l'ouragan Dennis de 2005
L’Ombrière du Vieux-Port de Marseille, de Norman Foster & Partners, de Marseille-Provence 2013
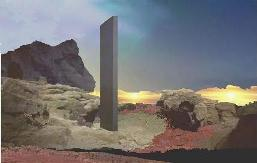
Représentation par Georges Yatridès en 2013, du monolithe du début du film 2001, l'Odyssée de l'espace, de Stanley Kubrick de 1968.